# Prasinocyma furcata
Prasinocyma furcata är en fjärilsart som beskrevs av Fletcher 1963. Prasinocyma furcata ingår i släktet Prasinocyma och familjen mätare. Inga underarter finns listade i Catalogue of Life.